# Lonely Girl ni Sakaraenai
Lonely Girl ni Sakaraenai (ロンリーガールに逆らえない lit No puedo decirle que no a la chica solitaria?) es una serie de manga  yuri  escrito e ilustrado por Kashikaze. Fue serializado en la revista de Ichijinsha Comic Yuri Hime del 18 de octubre de 2019 al 18 de octubre de 2022. Fue licenciado al inglés por Kodansha USA y en España por Planeta Comic.

## Trama
Ayaka Sakurai, aunque es una excelente estudiante, es mala tomando exámenes y por eso fue rechazada en la universidad de su elección. Cuando su profesora le ofrece darle una recomendación para estudiar donde ella quiere pero a cambio tiene que convencer a Sora Honda, una estudiante que había estado faltando a clases, para que vuelva a la escuela, Ayaka acepta. Sin embargo, después de que Sora se entera del trato con Ayaka, acepta regresar a la escuela solo si Ayaka le hace un favor todos los días.

## Personajes
Ayasa Sakurai (桜井彩沙 Sakurai Ayasa?)
Sora Honda (本田そら Honda Sora?)

## Publicación
Escrito e ilustrado por Kashikaze, Lonely Girl ni Sakaraenai se serializó en la revista Comic Yuri Hime de Ichijinsha del 18 de octubre de 2019 al 18 de octubre de 2022.   Los capítulos de la serie fueron recopilados en seis volúmenes tankōbon desde el 16 de abril de 2020 hasta el 16 de diciembre de 2022.  
La serie está autorizada para su lanzamiento en inglés en América del Norte por Kodansha USA . y en España por Planeta Comic.

## Volúmenes
| Núm. | Fecha de publicación     | ISBN                   |
| ---- | ------------------------ | ---------------------- |
| 1    | 16 de abril del 2020     | ISBN 978-4-7580-2110-4 |
| 2    | 16 de octubre del 2020   | ISBN 978-4-7580-2171-5 |
| 3    | 16 de abril del 2021     | ISBN 978-4-7580-2239-2 |
| 4    | 18 de octubre del 2021   | ISBN 978-4-7580-2308-5 |
| 5    | 18 de mayo del 2022      | ISBN 978-4-7580-2410-5 |
| 6    | 16 de diciembre del 2022 | ISBN 978-4-7580-2480-8 |

## Recepción
Erica Friedman de Yuricon elogió la serie, señalando en su reseña del segundo volumen  "a pesar de la premisa tonta, que inicialmente se acercó un poco más de lo que me gusta a algo que podría haber terminado en ruptura de límites y relaciones poco saludables, esta serie ha sido bastante gentil y dulce". 